# Marià Masana Ribas
Marià Masana Ribas (Igualada, 1927 – Terrassa, 1960), fou un mestre d'obres, conegut constructor de la xemeneia de la Bòbila Almirall de Terrassa, obra que va ser reconeguda com a Rècord Guinness l'any 1991.

## Biografia

### Infància
Marià va néixer a Igualada a les 10 del matí del dia 27 de gener de l'any 1927. Va ser el segon fill dels seus pares, Joan i Anna. Tenia un temperament extravertit i dinàmic. Anava a estudi a l'Escola Pia d'Igualada.
El seu pare era pagès i la mare s'ocupava de la llar. Els seus pares van tenir sis fills i durant la Guerra Civil espanyola van haver de superar molts problemes. L'any 1940 es traslladaven a viure a una casa del carrer Galileu núm. 78 de Terrassa.
Als catorze anys, va treballar de manobre a Construcciones Hijo de Juan Pagés, empresa de renom a la ciutat de Terrassa que, a més de construir habitatges, va edificar diverses empreses, entre les quals –que se'n tingui constància– hi ha La Magdalena i la fàbrica Torredemer.
Assistia a les classes nocturnes que s'impartien a l'Escola Industrial per a persones que treballaven i possiblement va seguir el programa de l'any 1945 de l'especialitat de la construcció.

### Adolescència i edat adulta
Va passar la joventut treballant a les diverses obres que va fer l'empresa Pagés entre els anys 1941 i 1954, exceptuant el període del servei militar. Era una persona dinàmica i molt afeccionada a les motos, en va tenir més d'una.
Es va casar amb Maria Hierro Fibla, natural de Tortosa, l',any 1952 i no van tenir fills. Vivien a la carretera de Rubí, núm. 53 de Terrassa.

## Mestre d'obres
Per a algunes persones resultava sorprenent que un mestre d'obres –que no era arquitecte– portés a terme una obra d'aquella envergadura, però era en Marià qui s'encarregava de contractar els treballadors tal com mostra el certificat de la Mutua Patronal de Accidentes de Trabajo, en què consta que tenia assegurats els treballadors amb el número 08/110.251.

## El projecte d'edificació de laxemeneia de la Bòbila Almirallde Terrassa

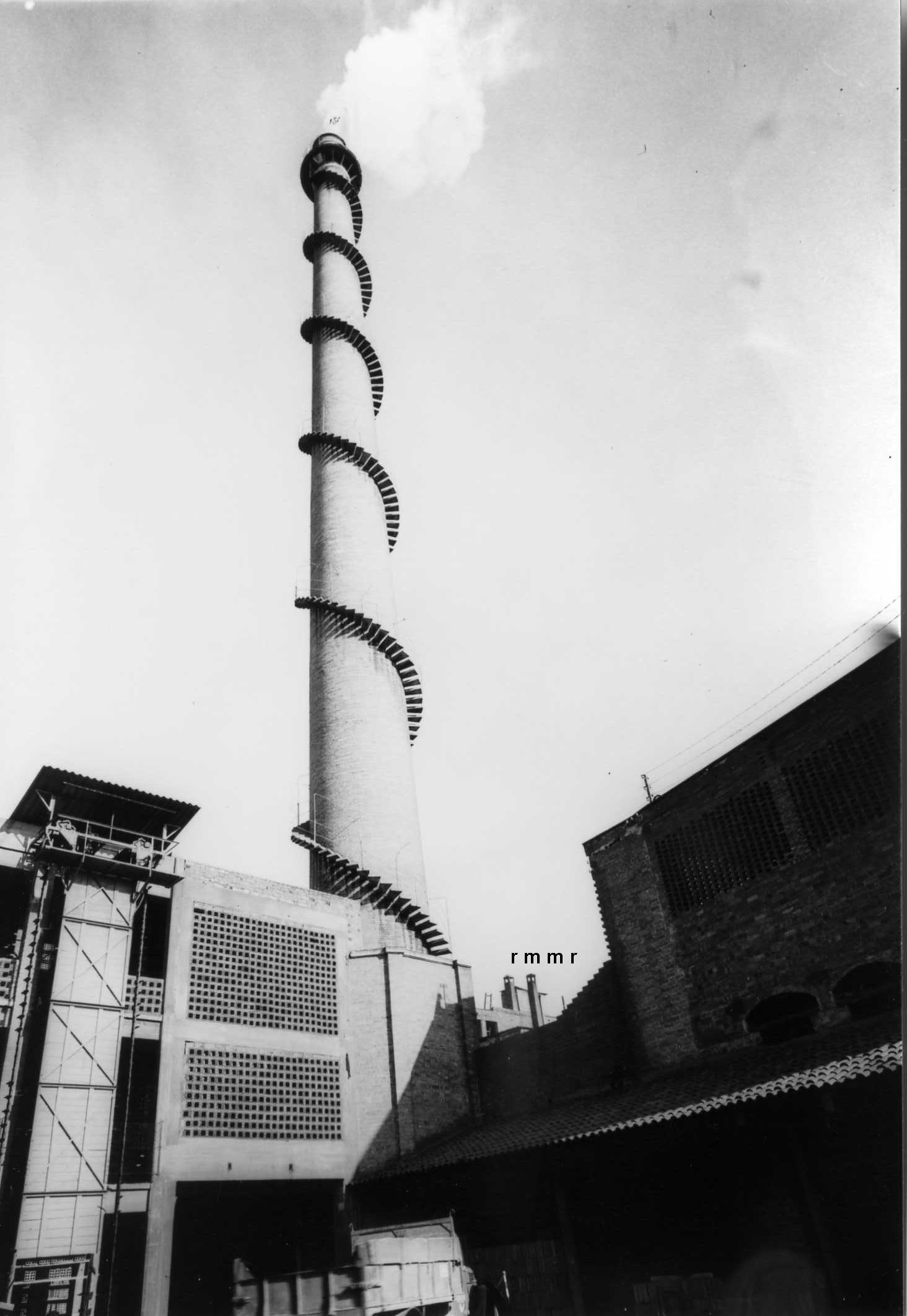
Xemeneia de la bòbila Almirall

Marià Masana havia realitzat alguns treballs de construcció a la bòbila de totxos de l'empresari Francesc Almirall situada a la Gran Via, actualment avinguda Àngel Sallent. Gràcies a la relació que mantenia amb l'empresari Francesc Almirall van acordar construir una nova xemeneia industrial que fos capaç de succionar el fum dels dos forns que consideraven que havien de cremar 10.000 kg de carbó diaris.
Segons el seu germà Francesc, en Marià tenia a la taula del seu despatx del carrer Galileu uns esquemes o dibuixos de la xemeneia fets per ell mateix. Era molt atrevit i tenia un punt d'excentricitat que es reflectia en diversos aspectes, com en el fet que les parets de la seva oficina fossin pintades cada una amb un color diferent.

## El disseny de la xemeneia
L'eficient capacitat de tiratge s'hagués aconseguit amb menys metres d'alçària. El motiu d'allargar-la fins a 63,25 m potser va ser per estètica i originalitat o, qui sap, potser per superar el monument de Colom de Barcelona, que fa 60 m d'alçària. Durant la dècada dels anys seixanta, el sector de la construcció a Terrassa vivia un període d'apogeu, que es va veure potenciat gràcies a l'arribada d'immigració interna que buscava feina als diversos vapors tèxtils de la ciutat. L'economia de la Bòbila Almirall era bona, motiu que els havia de permetre edificar quelcom que excedís dels criteris estrictament funcionals.
Els totxos necessaris per construir l'estructura van ser fets a la Bòbila Benages de la carretera de Rellinars. Alguns d'aquests, d'acord amb la diferència de talús que anava prenent la xemeneia, van haver de ser rectificats amb ajut d'un disc elèctric. Per obtenir més detalls de l'obra, es pot consultar l'article digitalitzat de la revista Terme.

## Els constructors
En Marià, possiblement, va haver d'escollir per fer aquesta feina paletes que fossin valents i especialment que no tinguessin vertigen. Amb satisfacció, tant en Marià com els altres paletes havien assenyalat la capacitat que tenien per haver de treballar mantenint-se dalt d'una peça vertical i tolerant bé el balanceig que, a partir dels 40 m, era molt acusat.
Van ser:
- Marià Masana Ribas (Igualada, 27-12-1927 – Terrassa, 7-7-1960), contractista i responsable de dur a terme l'obra.
- Lucas Pérez Molina (Uleila del Campo, Almeria, 3-1-1918 – Terrassa, 9-11-1999), oficial paleta que havia treballat a l'empresa de construcció Esteve Moliner, que va edificar diverses obres a Terrassa.
- José Fauquet Cons (Albalat de Cinca, Osca, 27-3-1927), oficial paleta. Després de l'experiència adquirida en aquesta obra, va ser contractat per edificar una xemeneia a Rétiers (França).
- Paulino Carbajal García (Belmonte de Tajo, Madrid, 31-8-1930), manobre que treballava a dalt de l'estructura.
- Francisco Gálvez Quesada (Aguadulce, Sevilla, 1935 – Terrassa, 15-5-1960), manobre responsable de fer el morter amb les proporcions de calç grassa, sorra i ciment pòrtland que li indicava en Marià. Va morir heroicament per salvar una noia quan només feia dos dies que havia sigut pare.[5]

## Materials utilitzats

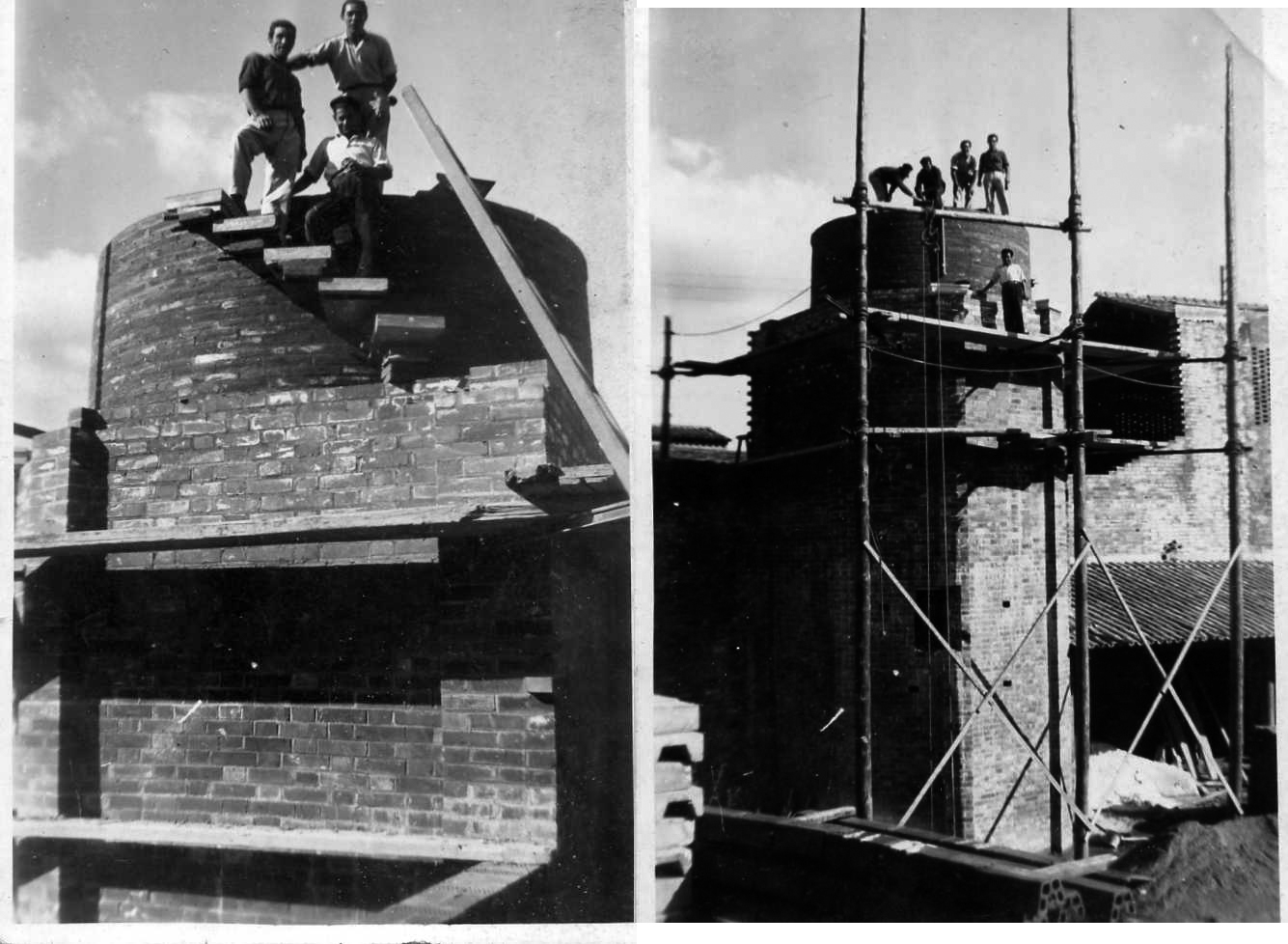
Construcció de la bòbila

El cos de la xemeneia està fet de maons trapezoïdals aplantillats, de terra cuita vermella, fets manualment, i es calcula que en total hi ha unes 780 rengleres sobreposades de maons que, entre el gruix del totxo i del morter de construcció, fan uns 8 cm que, multiplicats per les 780 fileres, són 62,40 m, xifra que concorda amb l'alçària de la xemeneia. Els 217 esglaons adossats a la paret de l'estructura, formant espiral, que permeten pujar fins a gairebé la plataforma circular superior són fets de formigó armat i estan protegits per una barana metàl·lica i pintada amb antioxidant. L'accés a la plataforma circular, que disposa d'uns 70 cm d'espai útil, es fa a través una escala de gat metàl·lica de set esglaons. L'esmentada plataforma se sustenta mitjançant uns contraforts prefabricats fets de formigó i està envoltada per una barana protectora de ferro. La sortida de fums està proveïda d'una estructura metàl·lica en forma de tres peus de mig arc que té la funció de sostenir el parallamps.
Quant al tipus de morter, el paleta Lucas Pérez comentava que les proporcions de calç, sorra i ciment pòrtland les indicava en Marià segons el tram que estiguessin construint.
El primer tram de la peça es va construir emprant una bastida externa feta amb troncs d'arbre –anomenats antenes– on es lligaven amb cordes els diversos taulons. A certa alçària, l'obra va continuar amb bastida interna formada de taulons amb un espai lliure per poder pujar el material amb ajut d'una politja.

## Característiques estructurals de la xemeneia
El fonament té unes dimensions aproximades de 6 m × 6 m amb 5 m de profunditat que es comunicava amb les dues conduccions del tiratge que anaven als forns.
Inicialment tenia una base poligonal, mig quadrada i mig hexagonal, d'uns 9 m d'alçària però, quan es va restaurar l'any 1995, es va modificar aquesta part i se li va donar una estètica en forma de para-sol o acampanada que la feia més moderna.
El fust és troncocònic, arrenca sobre la peanya del fonament i es considera que té un talús d'entre un 2% i un 3%, d'acord també amb el disseny que, segons el paleta Lucas Pérez, considerava que feia el taulaplom.
Està envoltada per les escales que formen una espiral al voltant del tronc, element insòlit per a una xemeneia industrial. La plataforma superior va permetre allotjar els cinc constructors i dues persones més el dia que van decidir fer-hi un esmorzar per celebrar la finalització de l'obra. Des de la base fins a la corona fa 63,25 m, amb un diàmetre inferior de 3,98 m i el superior de 2,19 m.
El pes aproximat és de 570 t i el volum intern aproximat és de 166 m³. Va entrar en funcionament el mes de juliol de l'any 1956 i es considera que va estar en actiu al llarg de dotze anys.

## Inauguració

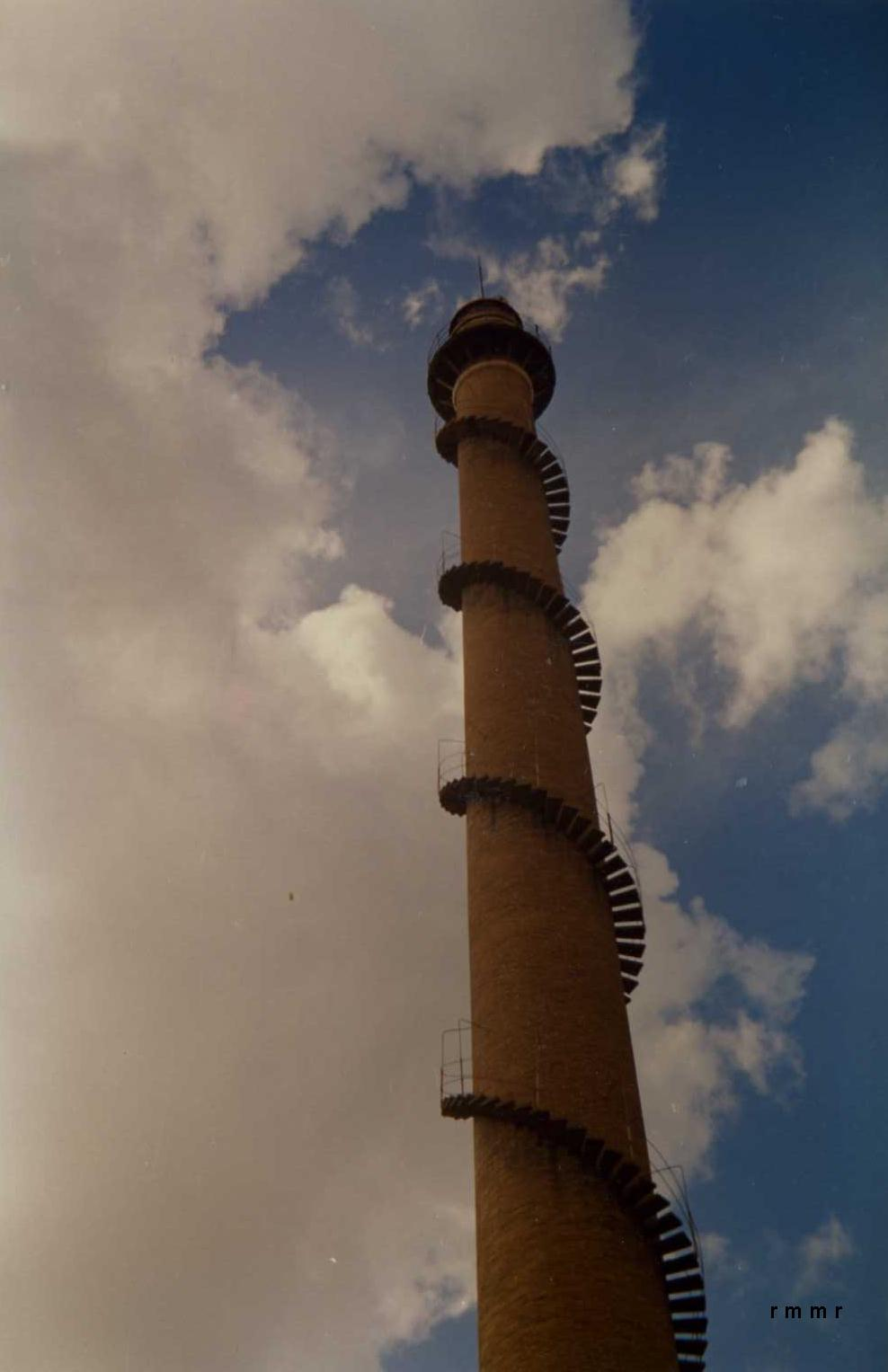
Vista actual de la xemeneia

Es va inaugurar el mes de juliol de l'any 1956. Se’n va fer ressò la premsa. El Semanario Destino del dia 16 de juny del 1956, a la pàgina 33, publicava la fotografia de la xemeneia.
El diari Tarrasa Información del dia 16 de juliol del 1956 presentava un article titulat «En Tarrasa está por inaugurarse la segunda chimenea más alta del mundo». La més alta era a l'Argentina, però els contactes per saber si es mantenia en peu no van donar resultat.
En Manel Arissó, bon amic d'en Marià Masana, comentava que ell va ser una de les primeres persones que va pujar a dalt de la xemeneia invitat per en Marià

## Inscripció en el llibre de rècords mundials Guinness, oGuinness World Records

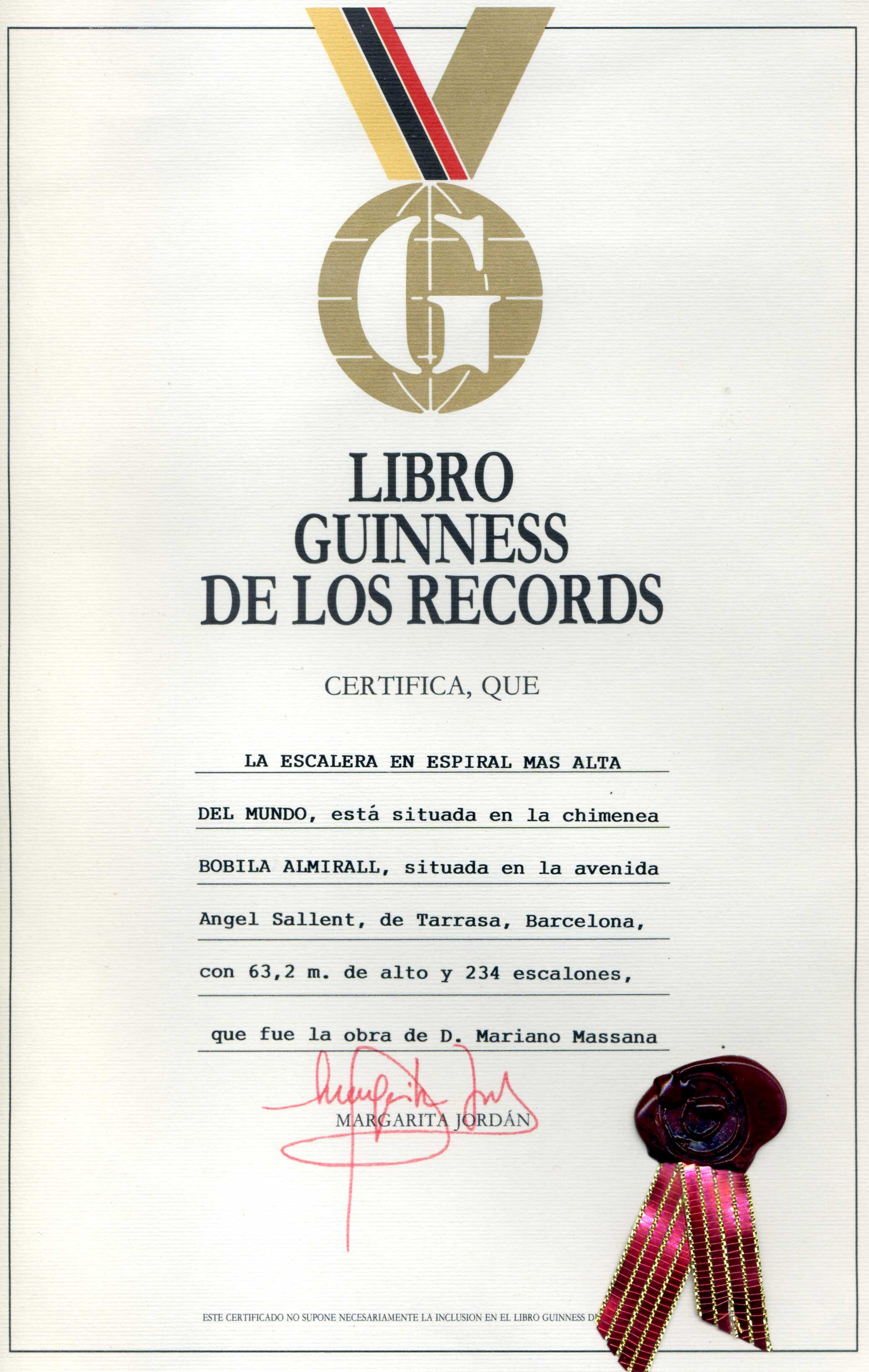
Comunicat d'inscripció en el llibre de rècords mundials Guinness

Marià Masana, juntament amb Jaume Almirall, va crear l'empresa COPSA, el primer que aportava era personal i tècnica; el segon, capital. El dia 7 de juliol del 1960, en Marià anava a treballar a l'esmentada empresa amb la seva Montesa. Al darrere, amb una Ossa, hi anava el seu germà Francesc. Una clapa de sorra que hi havia a la carretera el va fer caure, es va aixecar, es va espolsar la roba i va dir: «No m’he fet res!» Tot seguit va caure a terra sense vida i només tenia trenta-tres anys.
Rosa M. Masana, després que el Diari de Terrassa publiqués una nota en la qual comunicava que la majoria de xemeneies industrials eren fetes per arquitectes i mestres d'obres desconeguts. i sabent que Marià Masana havia estat el mestre d'obres de la de l'Almirall, va reunir documentació diversa referida a l'edificació i va acabar presentant una proposta d'inscripció al llibre de rècords mundials Guinness. La documentació forma un expedient de vint-i-cinc pàgines que va ser lliurat a Guinness el dia 28 d'abril de 1990
Amb data 18 de setembre de 1990, Rosa M. Masana va rebre un comunicat del departament d'Informació i Gestió de Guinness en què s'informava que la xemeneia Almirall havia estat homologada com la xemeneia amb escales de cargol més alta del món, i també se li lliurava un diploma.
La inscripció va ser publicada al llibre de rècords mundials Guinness de l'any 1991, pàgina 124.

## Inscripció en elLlibre dels rècords catalans
Després de la presentació d'un bloc amb els diversos documents en el Llibre de rècords catalans, amb data 2 de gener de l'any 1997, Xavier Tudela va comunicar la incorporació de la xemeneia en l'esmentat llibre. També es va lliurar, a cada una de les persones que van participar en l'obra, un diploma i el reconeixement: va ser publicat en el Llibre dels rècords catalans de l'any 1994.

## Consolidació de l'estructura
L'any 1997, l'arquitecte Robert Brufau i Niubó va impartir una conferència sobre un seminari de xemeneies industrials en el Museu de la Ciència de Terrassa, on va presentar l'estudi titulat «Rehabilitación de la chimenea Almirall de Terrassa», en el qual es descriuen les característiques estructurals de la xemeneia Almirall i algunes de les solucions que s'havien de dur a terme per garantir la seva estabilització.

## Reconeixements
Des del moment que la xemeneia, per la seva singularitat, l'any 1990 va adquirir rellevància a escala nacional i internacional, han estat diversos els articles i imatges que se n'han publicant. També es van organitzar unes jornades sobre xemeneies industrials al Museu de la Ciència i la Tècnica de Catalunya en les quals hi van participar arquitectes i aparelladors estrangers que destacaven la importància arquitectònica i històrica d'aquesta peça.
Està inclosa en el Mapa del Patrimoni Industrial de Catalunya com un element més del 149 catalogats, podem visitar la pàgina a : Xemeneia de la Bòbila Almirall Arxivat 2020-08-03 a Wayback Machine.

## Homenatge als constructors

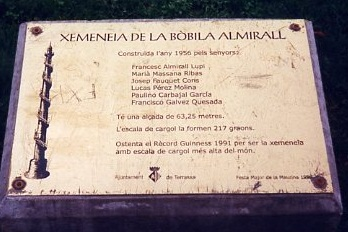
Placa commemorativa

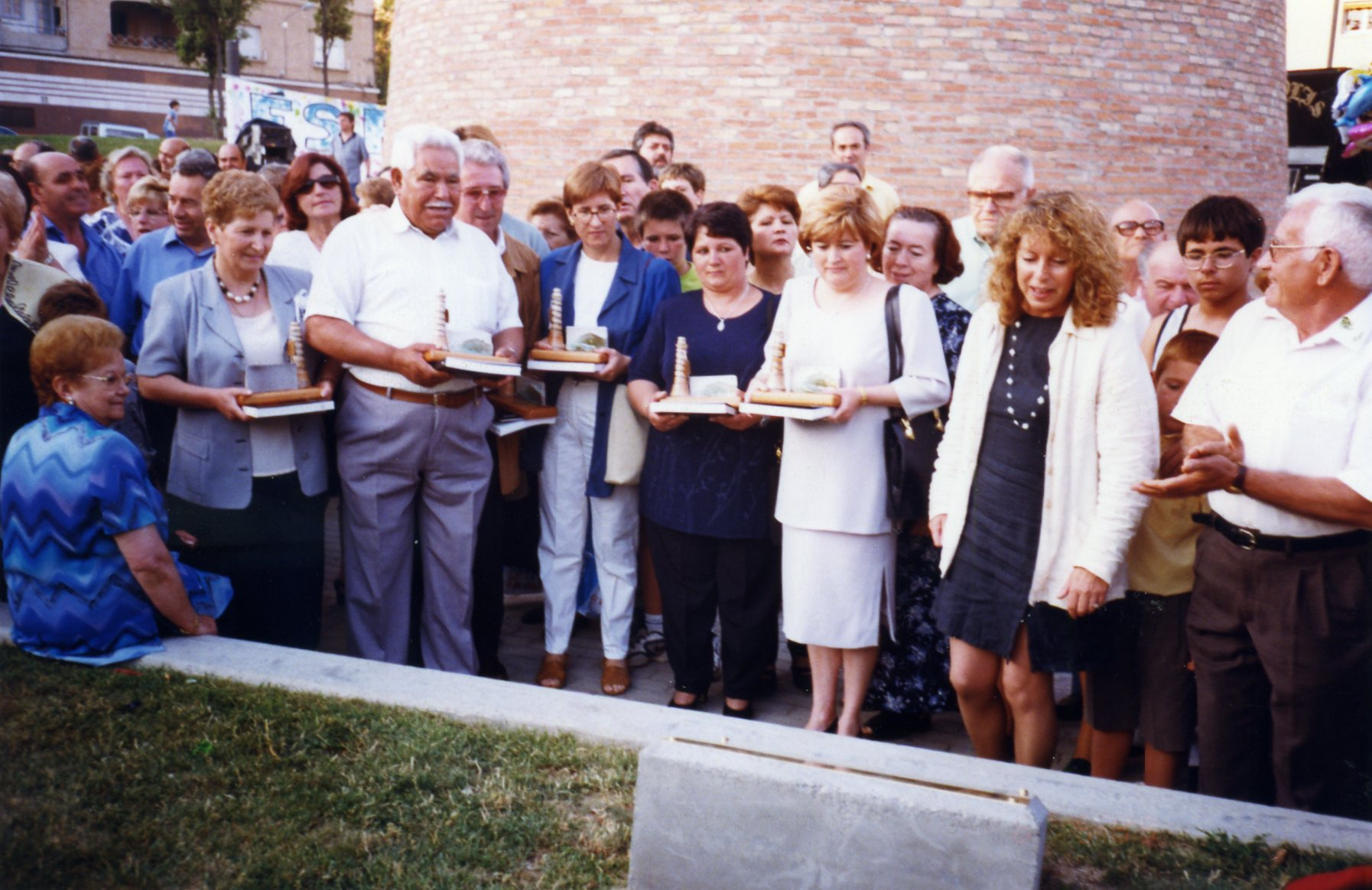
Moment de l'homenatge als constructors

El dia 5 de juny del 1999, dins els actes de la festa major del barri de La Maurina, es va fer un homenatge als constructors. Només dos van poder recollir una peça de ceràmica commemorativa, José Fauquet i Paulino Carbajal. Dels altres paletes, en van rebre l'obsequi els seus familiars. També es va descobrir una placa amb el nom de l'empresari i els constructors.

## Cinquantè aniversari (1956-2006)
El mes de juliol de l'any 2006, la xemeneia, tenint en compte la seva vida activa i passiva, va fer cinquanta anys. Es va preparar un bloc amb diversos reculls de publicacions en premsa

## Despreniment de fragments
El mes de febrer de l'any 2012 es van desprendre uns fragments de la cornisa superior sostinguda per contraforts de formigó, possiblement dels embellidors. També s'havien de reparar alguns esglaons, segons la premsa. Diversos mitjans van fer referència a aquest fet.
El Diari de Terrassa del 31 de maig del 2012 publicà l'article “Finalizan las obras de reparación de la chimenea de la Bóbila Almirall”. Els treballs havien anat a càrrec de l'empresa INDEXGRUP de Terrassa, que reparà i consolidà els elements malmesos. Entre les diverses intervencions portades a terme, destacà la col·locació de planxes metàl·liques de reforç a sota de cada un dels 217 esglaons que formen l'escala de cargol. La inclusió d'aquests nous elements d'enfortiment de l'estructura donaren a la xemeneia una nova visió o estètica.

## Donació al Museu de la Ciència i de la Tècnica de Catalunya
El dia que en Marià va tenir l'accident amb la seva moto, portava un nivell de bombolla d'aigua i un centímetre enrotllable d'acer inoxidable, eines bàsiques per a un constructor. El seu germà Francesc va guardar aquestes peces durant vint-i-nou anys i, recentment (2012), se n'ha fet donació al Museu de la Ciència i la Tècnica de Catalunya. Per aquesta ocasió, el butlletí que edita el Museu ha publicat un article sobre la xemeneia i els dos objectes donats.

## La xemeneia com a inspiració artística
Són diversos els artistes terrassencs que en els àmbits de poesia, pintura, escultura, maquetació, pastisseria artesanal, actes lúdics i fotografia han creat obres inspirats per aquesta emblemàtica peça del patrimoni industrial.
En el diari El País del dia 10 de maig de 2016, Andrea Nogueira va publicar un compendi arquitectònic d'escales singulars i dins la secció El Viajero del mateix diari es va proposar una votació entre els lectors per escollir les escales que consideressin més boniques del món.
Les segones escales més votades van ser les de la Bòbila Almirall de Terrassa per la fotografia que va fer el polifacètic artista i excel·lent fotògraf Antoni Arch Arxivat 2016-08-22 a Wayback Machine.  que va saber copsar un pla de la estructura  que li va conferir una gran singularitat i bellesa.
Un grup d'artistes experts en crear imatges mitjançant l'ús de 'drons', que reben el nom de «Drone Sky View», l'any 1918 van filmar la xemeneia que podem veure clicant sobre el seu nom. Les imatges permeten observar aquesta peça arquitectònica de manera diferent a l'habitual i també gran part de la ciutat de Terrassa. Un detall complementari és el volteig dels coloms, que segons els responsables de la filmació, perseguien al 'drone'.